# Église Saint-Vigor de Quettehou
Pour les articles homonymes, voir Église Saint-Vigor.
L'église Saint-Vigor de Quettehou est un édifice catholique qui se dresse sur le territoire de la commune française de Quettehou, dans le nord du département de la Manche, en région Normandie.
L'église est classée au titre des monuments historiques.

## Localisation
L'église Saint-Vigor est située sur une hauteur dominant la baie de Saint-Vaast à l'ouest du bourg de Quettehou, dans le département français de la Manche.

## Historique
À la fin du IXe siècle, Kétil Flatnes, roi des Hébrides, installe une de ses bases sur la colline de l'église.
L'église, jusqu'en 1215, dépendait de l'abbaye aux Dames de Caen. Elle leur avait été donnée, avec la baronnie du lieu, par la reine Mathilde, la femme de Guillaume le Conquérant. Selon la Gallia Christiana, Hugues de Morville, évêque de Coutances de 1208 à 1238, donna en 1214 ou 1215 la troisième part des dîmes de Quettehou à son chapitre et les deux autres parts et le patronage de l'église du lieu à l'église de Fécamp.
C'est en l'église de Quettehou, que le mercredi 13 juillet 1346, le roi d'Angleterre, Édouard III, tout juste débarqué, adoube chevalier son fils, Édouard, le futur Prince Noir, ainsi que Guillaume de Montaigu, Roger de Mortimer, Guillaume de Roos, Roger de la Ware, Richard de la Vere et un grand nombre d'autres jeunes guerriers. Une plaque apposée en 1991 dans l'église rappelle cet événement À cette époque, seuls la nef et le chœur étaient construits.

## Description

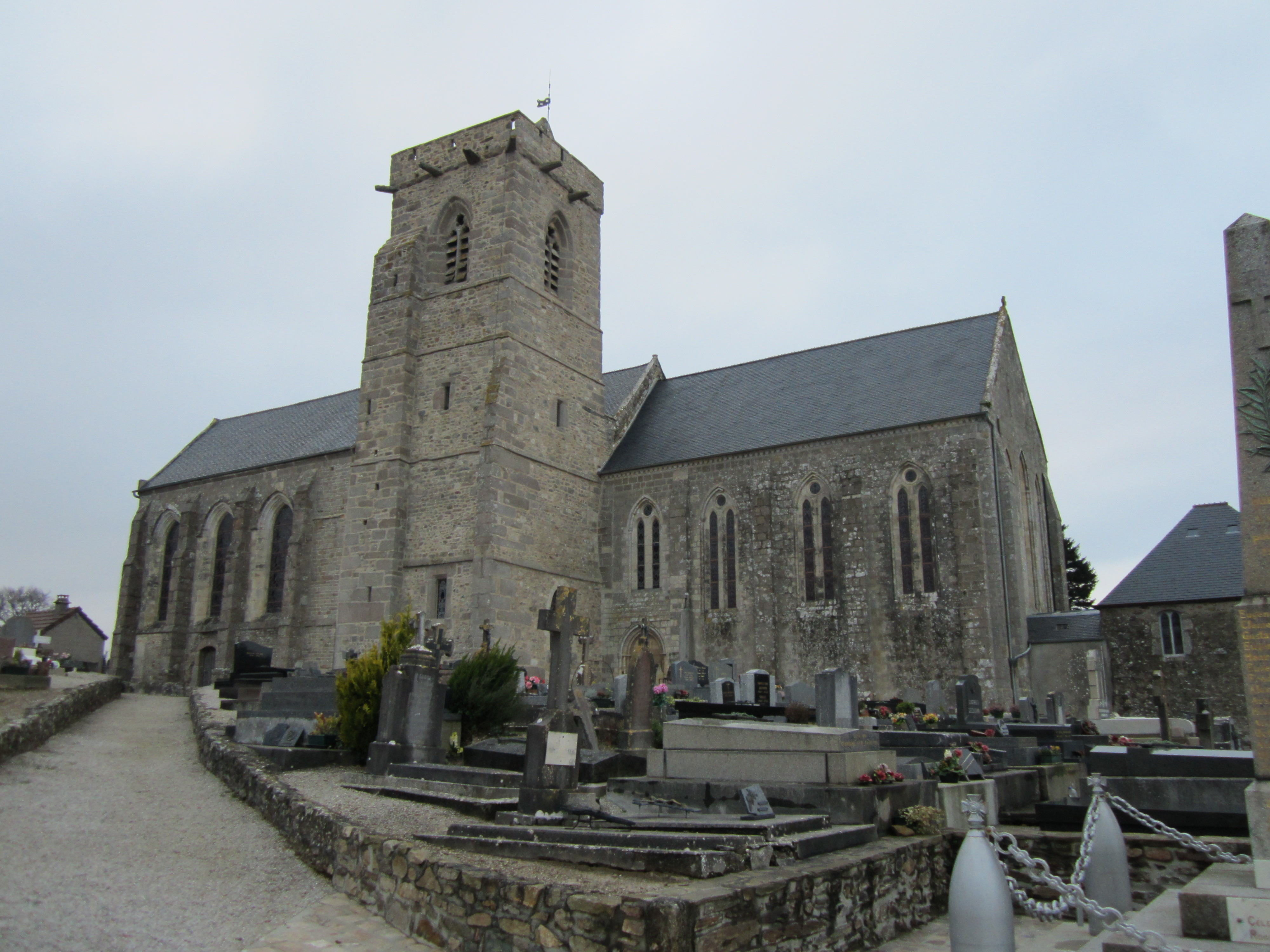
Vue de l'église côté sud.

La nef et le chœur datent de la première moitié du XIIIe siècle, et remplacent une ancienne église romane. Le patronage de l'église est aux bénédictins de Fécamp qui l'avaient reçus de l'évêque de Coutances ; se sont eux qui reconstruisirent le cœur ; la nef étant reconstruite par les habitants de la paroisse.
La tour fortifiée carrée à encorbellement et gargouilles a été érigée, entre 1485 et 1497, par les soins des trésoriers de l'église comme le rappelle une dédicace autour de l'oculus de sa voûte : « commencée par maîstre Jehan Dumesnil, curé de Quettehou et les paroissiens dudit lieu et estaient trésoriers Guillaume Jouan et Jehan Picart, ». La tour, contemporaine de celle de Morsalines, a son second étage percé sur chaque face d'une baie gothique.
La nef est divisée en cinq travées barlongues. Le chœur à petites arcades surbaissées et de belles rosaces normandes sculptées en défoncement s'éclaire par trois fenêtres. Le bas-côté sud, qui a été ajouté à la nef, commencé au XVIe siècle et terminé seulement en 1765, s'éclaire par de larges baies. Au nord la chapelle fut ajoutée ultérieurement, comme la sacristie à l'est du chœur. De nombreux graffitis marins du XVIIIe siècle figurent sur les piliers de l'église, tels qu'un vaisseau de l'époque de Tourville avec treize canons visibles (XVIIe) et une flûte du temps de la bataille de la Hougue (XVIIe).

### Vitraux
En 1948, le chanoine Gohier, curé de la paroisse, remplace les verrières endommagées en 1944 par des vitraux sur lesquels il présente les armes d'anciennes familles nobles de la paroisse :
| Blason | Famille                | Armes |
|        | Cantel                 | de gueules à trois croisettes d'argent, au chef de même chargé de trois mouchetures de sable                                                                    |
|        | du Mesnil              | d'argent à deux jumelles de gueules, au chef de gueules chargé d'un lion passant d'or                                                                           |
|        | Anquetil               | d'argent à trois feuilles de chêne de sinople 2 et 1 |
|        | Friscamps              | de gueules semé de croisettes d'or à la bande de même |
|        | Hubert                 | d'azur au chevron d'or accosté de trois lions de même, 2 en chef et 1 en pointe                                                                                 |
|        | de Mons                | d'argent à l'aigle éployée de gueules becquée et onglée d'or ; à la bordure de sable chargée de douze besants d'or                                              |
|        | Avice                  | d'azur à l'épée d'argent en pal accompagnée de trois pommes de pin, 2 en chef et 1 en pointe                                                                    |
|        | Béatrix de Mesnilraine | d'argent au lion de sable armé, lampassé et couronné de gueules, chargé de cinq croix d'argent                                                                  |
|        | Le Mansois             | d'argent au lion rampant de sable, au chef d'or chargé de trois coquilles d'azur                                                                                |
|        | Simon                  | d'azur à trois fers d'éperon d'or |
|        | Cornet                 | de gueules à une fasce d'or accompagnée de deux roses d'argent en chef                                                                                          |
|        | Clérel                 | d'argent à la fasce de sable accompagnée de trois merlettes de sable et de trois tourteaux d'azur en pointe, 2 et 1                                             |
|        | Mesnil-Eury            | de sable fretté de six pièces d'argent |
|        | Le Courtois            | de gueules à la fasce ondée d'or accompagnée de trois merlettes de même                                                                                         |
|        | de Lempérière          | de gueules au pot à deux anses d'argent dans lequel sont deux branches de rosiers de sinople ; au bout de chacune une rose d'argent et une au milieu sans queue |
|        | Viel                   | d'azur au sautoir d'or accompagné de quatre aiglons de même |
|        | Mangon                 | d'or au chevron de gueules accompagné de trois gonds de sable ; au chef d'azur chargé d'une main d'or sortant de nuages de même, accostée de deux étoiles d'or  |
|        | du parc                | d'or à deux fasces d'azur accompagnées de neuf merlettes de gueules, 4, 3 et 2                                                                                  |
|        | Herbert                | d'argent au lion de sable, armé, lampassé et couronné de gueules                                                                                                |
|        | Colas de Venoix        | d'argent à la guivre de sable, à l'issant de gueules, au chef de gueules, chargé de trois roses d'argent au pied péri                                           |
|        | Colas de Brévolles     | d'azur au soleil d'or, surmonté de trois étoiles de même |
|        | Chandeleur             | d'or à un roc d'échiquier d'azur coupé de sable à un pal d'argent                                                                                               |
|        | Bernard                | écartelé, aux 1 et 4 d'azur à la fasce d'or accompagnée de trois quinte-feuille d'argent ; aux 2 et 3 d'azur chargé de trois membres d'épervier d'or            |
|        | de Thybosville         | d'hermine à la fasce de gueules au lambel d'azur |

### Cimetière
Dans le cimetière se trouve une tombe qui arbore les armes que portaient la famille Dursus, sieurs de Lestre, « d'or au trois agaces (pie) au naturel, 2 et 1 ». Sur la tombe est gravée : « ci-gît près de son fils noble dame Catherine Dursus La Boissaye, veuve de Messire Hyacinthe Le Poittevin de Duranville, écuyer, ancien officier d'infanterie. Elle est décédée à l'âge de 90 ans le 27 janvier 1815, modèle de toutes les vertus ».

## Protection
L'église Saint-Vigor est classée au titre des monuments historiques par arrêté du 11 octobre 1971.

## Mobilier
L'église abrite un christ de pitié en bois polychrome du XIVe ou XVe siècle,, ainsi qu'une Vierge à l'Enfant du XVe siècle classés au titre objet aux monuments historiques. Sont également conservées les reliques de la bienheureuse Placide Viel (XIXe siècle).